# Avenida Francisco Bicalho
A Avenida Francisco Bicalho é uma avenida que margeia os bairros do Santo Cristo e de São Cristóvão, situados na Zona Central da cidade do Rio de Janeiro. Com cerca de 1,2 km de extensão, margeia, dos dois lados, o Canal do Mangue. Estende-se desde o fim da Avenida Presidente Vargas, na Cidade Nova, até a Avenida Rodrigues Alves, no Santo Cristo.
Sua função é escoar o tráfego proveniente do Centro, da Grande Tijuca e da Zona Sul em direção à Zona Norte, à Zona Oeste e aos municípios da Região Metropolitana do Rio de Janeiro. Por esse motivo, é uma avenida multifuncional e uma das mais utilizadas da cidade.
Em 2009, o Instituto Médico Legal (IML) do Rio de Janeiro teve sua sede transferida da Avenida Mem de Sá, na Lapa, para a Avenida Francisco Bicalho. A nova sede funciona em um prédio com quatro andares e 150 salas. Há uma sala especial onde ocorre o reconhecimento de cadáveres por familiares.
O logradouro recebeu o nome Avenida Francisco Bicalho por homenagear Francisco de Paula Bicalho, que foi um engenheiro mineiro. Formado pela Escola Central do Rio de Janeiro, atuou na Comissão de Obras de Melhoramentos do Porto, desempenhando um importante papel na reforma urbana da cidade do Rio de Janeiro implementada na administração de Pereira Passos, no início do século XX.

## Características
A avenida estende-se por cerca de 1,2 km, entre a Avenida Presidente Vargas e a Avenida Rodrigues Alves. É caracterizada como uma avenida, dada sua relevância para o trânsito local e visto que permite uma grande circulação de veículos. A Avenida Francisco Bicalho tem por função escoar o tráfego proveniente da Avenida Brasil, da Ponte Rio–Niterói e da Avenida Rodrigues Alves até a Avenida Presidente Vargas, a Linha Vermelha, a Radial Oeste e a Avenida Paulo de Frontin e vice-versa, sendo portanto uma importante artéria de trânsito da Região Metropolitana do Rio de Janeiro.
A avenida possui seis faixas no sentido Centro e outras seis no sentido Caju destinadas ao tráfego de veículos. Cogitou-se no passado a destinação de algumas faixas da avenida para o tráfego de ônibus articulados da TransBrasil, um sistema de Bus Rapid Transit (BRT) em operação desde 2024, visando a extensão do corredor até o Centro.

## Pontos de interesse
Os seguintes pontos de interesse situam-se na Avenida Francisco Bicalho:
- Estação Leopoldina (desativada)
- Fábrica de Aduelas para a Linha 4 do Metrô do Rio de Janeiro (desativada)
- Instituto Médico Legal Afrânio Peixoto
- Posto do Departamento de Trânsito do Estado do Rio de Janeiro (Detran-RJ)
- Quadra da Unidos da Tijuca
- Rodoviária Novo Rio
- Terminal Intermodal Gentileza